# Arielle Kayabaga
Arielle Kayabaga, née en 1991 à Bujumbura, Burundi, est une femme politique canadienne. Elle est députée à la Chambre des communes du Canada, représentant la circonscription ontarienne de London-Ouest depuis les élections de 2021 sous la bannière du Parti libéral du Canada.
Depuis mai 2021, elle est présidente du caucus libéral noir.
De mars à mai 2025 , elle est leader du gouvernement à la Chambre des communes et ministre des Institutions démocratiques dans le gouvernement Carney.

## Biographie
Née à Bujumbura au Burundi, elle émigre au Canada avec sa famille quand elle a 11 ans, en tant que réfugiée de la guerre civile burundaise. La famille vit à Montréal pendant un an avant de déménager à London, en Ontario . Elle obtient un baccalauréat en sciences politiques de l'Université Carleton d'Ottawa en 2013. Elle est employée dans un établissement pour les nouveaux arrivants à London et à proximité de Sarnia.
En 2017 elle suit un programme de stage au City Hall de London, ce qui la décide à se présenter aux élections municipales l'année suivante dans le 13e quartier. Elle est élue, dans un contexte d'augmentation de la participation, et est à 27 ans la première femme noire à siéger au conseil dans l'histoire de la ville. Elle préside le comité des services corporatifs et siège au comité permanent des finances municipales. En septembre 2020, la police de London ouvre une enquête après que son bureau ait reçu des appels téléphoniques harcelants.
En 2021, le député Greg Fergus, président du caucus noir de la Chambre des communes, l'appelle pour l'encourager à se présenter à l'investiture des libéraux. Elle annonce sa candidature quelques jours avant le début de la campagne électorale et remporte l'investiture. Elle est ensuite élue, remportant le siège avec 36,8 % des voix, et remplace la députée libérale sortante Kate Young. Elle est la première Franco-Ontarienne à être députée de London-Ouest.
Elle siège dans le Comité permanent de la citoyenneté et de l'immigration et dans le Comité permanent des langues officielles. Depuis mai 2021, elle est présidente du caucus libéral noir.
Le 14 mars 2025, elle est nommée leader du gouvernement à la Chambre des communes et ministre des Institutions démocratiques .

## Résultats électoraux
Modèle:Élection générale canadienne de 2025 — London-Ouest